# جاهز استعد ابدأ!
جاهز استعد ابدأ! هو برنامج موسيقى الروك بدأ عرضه في سنة 1963 على التلفزيون المستقل. تم بث البرنامج لأول مرة بتاريخ 9 أغسطس 1963 بينما تم بث آخر حلقة منه بتاريخ 23 ديسمبر 1966.

## وصلات خارجية
- جاهز استعد ابدأ! على موقع IMDb (الإنجليزية)
- جاهز استعد ابدأ! على موقع الموسوعة البريطانية (الإنجليزية)
- جاهز استعد ابدأ! على موقع كينوبويسك (الروسية)
- جاهز استعد ابدأ! على موقع قاعدة بيانات الفيلم (الإنجليزية)